# گارد ملی اسرائیل
گارد ملی اسرائیل (انگلیسی: National Guard of Israel) یک نهاد عملیاتی است که در سال ۲۰۲۴ توسط پلیس اسرائیل و پس از مصوبه دولت با هدف مقابله با چالش‌های امنیتی داخلی در حال گسترش، از جمله رویدادهای چند صحنه‌ای، تأسیس شد.
این واحد در پلیس مرزبانی اسرائیل سازماندهی شده و برای فعالیت در زمینه‌های مبارزه با تروریسم، مقابله با اغتشاشات و کمک به مقابله با شرایط اضطراری طراحی شده است. گارد ملی در سراسر کشور فعالیت می‌کند و شامل تیپ‌های منطقه‌ای در شمال، مرکز و جنوب است. مأموریت اصلی گارد ملی اسرائیل تقویت فعالیت پلیس در شرایط عادی و اضطراری مطابق با نیازهای عملیاتی و دستورالعمل‌های رده فرماندهی است.
وزیر امنیت عمومی
ایده تأسیس گارد ملی در اسرائیل برای اولین بار در سال ۲۰۰۰ به ابتکار وزیر امنیت ملی وقت، شلومو بن-امی، مطرح شد. هدف از این ابتکار، متمرکز کردن آژانس‌های اضطراری و امداد و نجات، از جمله فرماندهی جبهه داخلی، خدمات آتش‌نشانی و نجات اسرائیل و ستاره داوود سرخ، تحت یک مرجع غیرنظامی واحد بود که تابع وزارت امنیت ملی اسرائیل باشد.